# Flamenca

Flamenca (pronunție în occitană [flaˈmeŋka]) este o romanță din secolul al XIII-lea, scrisă în limba occitană în Occitania. Este posibil ca autorul să fi fost un anumit Sir Bernardet, deși este la fel de posibil ca menționatul Bernardet să fi fost doar un autor fictiv. Nu se știe nimic sigur despre autor, cu toate acestea, câteva detalii por fi deduse din întâmplările din text. Autorul probabil nu a fost un menestrel, ci mai degrabă un cleric, cel mai probabil în serviciul familiei Roquefeuil la curtea de la Alga și poate să fi scris romanța la mănăstirea benedictină de la Nant, Aveyron. Acesta a fost erudit și este posibil să fi studiat chiar la Universitatea din Paris. Autorul a fost, probabil, originar din Rouergue, conform similarităților lingvistice dintre limba folosită în romanță și cea din regiunea respectivă.
Cele mai multe referințe literare din text provin din surse din franceza veche.